# Edgewood (Iowa)
Edgewood es una ciudad repartida entre los condados de Clayton y Dealware, en el estado de Iowa, Estados Unidos. Según el censo de 2010 tenía una población de 864 habitantes.

## Geografía
Según la Oficina del Censo de los Estados Unidos, la localidad tiene un área total de 2,19 km², la totalidad de los cuales 2,19 km² corresponden a tierra firme.

## Demografía
Según el censo de 2010, había 864 personas residiendo en la localidad. La densidad de población era de 394,52 hab./km². Había 421 viviendas con una densidad media de 192,24 viviendas/km². El 99,07% de los habitantes eran blancos, el 0,12% amerindios, el 0,12% de otras razas, y el 0,69% pertenecía a dos o más razas. El 0,69% de la población eran hispanos o latinos de cualquier raza.